# Heinz Brand
Pour les articles homonymes, voir Brand.
Heinz Brand, né le 6 septembre 1955 à Huttwil, est un homme politique suisse membre de l'Union démocratique du centre (UDC). Il est élu au Conseil national en 2011.

## Biographie
Originaire de Trachselwald, Heinz Brand siège entre janvier 1991 et décembre 2002 au conseil communal de Klosters-Serneus. De novembre 1993 à novembre 2002, il est président de la section locale de l'UDC puis son vice-président de novembre 2003 à novembre 2007. À partir de janvier 2012, il préside l'UDC du canton des Grisons. En 2014, il échoue à être élu au gouvernement cantonal.
Aux élections fédérales de 2011, il est élu au Conseil national. Il y siège dans les commissions de l'immunité, des institutions politiques et des affaires juridiques. Réélu aux élections de 2015, il figure parmi les noms évoqués pour permettre à son parti de récupérer un second siège au Conseil fédéral.
Consultant et juriste de profession, fonctionnaire dans l'administration cantonale grisonne spécialiste de l'asile, il remplace Christoffel Brändli à la présidence de santésuisse en 2015. 
Il est marié à une Grisonne issue d'une vallée italophone du canton et père d'un enfant. Il est membre de l'Action pour une Suisse indépendante et neutre.